# Pasmo Błękitne

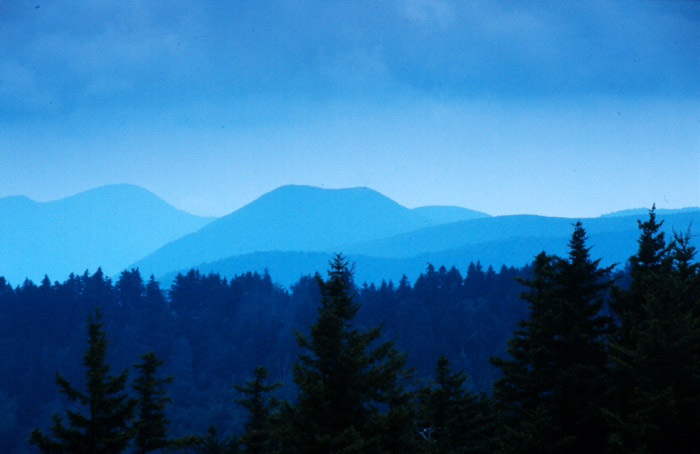
Pasmo Błękitne – rezerwat przyrody Shining Rock Wilderness Area

Pasmo Błękitne, Góry Błękitne (ang. Blue Ridge Mountains) – zewnętrzne, wschodnie i najwyższe pasmo górskie w łańcuchu Appalachów, w USA. Jego długość wynosi około 1000 km, szerokość 8–105 km. Najwyższy szczyt Pasma Błękitnego to Mount Mitchell (2037 m n.p.m.).
Pasmo Błękitne to góry zbudowane głównie z prekambryjskich i paleozoicznych skał metamorficznych. Stanowią one dział wodny między dorzeczem Missisipi a Oceanem Atlantyckim. Pokryte lasami (w wyższych partiach bory sosnowe i jodłowe). Występują złoża węgla kamiennego, rudy manganu i litu, miki.